# Veľké Bierovce
Veľké Bierovce je naseljeno mjesto u okrugu Trenčín u  Trenčínskom kraju u Slovačkoj.

## Stanovništvo
| Godina:     | 1993. | 2003.   | 2013.    | 2023.   |
| ----------- | ----- | ------- | -------- | ------- |
| Broj ljudi: | 612   | 606     | 674      | 697     |
| Razlika:    |       | -0,98 % | +11,22 % | +3,41 % |

| Godina:     | 2022. | 2023.   |
| ----------- | ----- | ------- |
| Broj ljudi: | 709   | 697     |
| Razlika:    |       | -1,69 % |

Prema podacima o broju stanovnika iz 2023. godine naselje je imalo 697 stanovnika.

## Vanjske poveznice
|  | Zajednički poslužitelj ima još gradiva o temi Veľké Bierovce |

- Službena stranica naselja (sl.)